# Laura Zurriaga i Mitjans
|  | «Croqueta de xocolata» redirigeix aquí. Si cerqueu el menjar, vegeu «Croqueta». |

Laura Zurriaga i Mitjans   (Gavà, 1993), coneguda pel seu àlies digital @croquetadexocolata, és una cuinera, mestra de cuina i creadora de contingut catalana. Especialitzada en l'àmbit gastronòmic de la rebosteria, és especialment coneguda per la seva difusió de receptes de darreries i aperitius en català a les xarxes socials de TikTok i d'Instagram.
Zurriaga i Mitjans inicià la seva difusió digital a partir de la dècada del 2020 i també concursà en esdeveniments televisius de cuina com ara Pop up xef de TV3. Pel seu impacte i abast emergents en el panorama audiovisual en català, fou guardonada amb el premi Embrió de La Fera del 2022 (fàbrica digital d'Òmnium Cultural i de la Fundació puntCat) en la primera edició del certamen. Mesos després, passà a col·laborar en espais radiotelevisius públics al programa Tot es mou de TV3 i KidsXS de Catalunya Ràdio.
A banda dels seus vídeos, ha reiterat públicament la seva defensa de l'ús del català com a eina de comunicació jove, temàtica i amb oportunitats de futur econòmiques. En l'àmbit associatiu i de la cultura popular, també assumí, d'ençà del 2022 i coralment, el càrrec de cap de colla dels Castellers de Cornellà.
El 2024, va publicar el llibre de receptes Dolços sanots i va rebre el premi Zapping a la millor iniciativa a la xarxa pel seu compte d'Instagram, que havia arreplegat més de 104.000 seguidors. També va guanyar el premi AMIC-Tresdeu al millor creador/a de l'any. L'any següent, el 2025, va ser finalista dels Premis CRIT en la categoria de gastronomia.